# Bắc Ireland
Bắc Ireland (tiếng Anh: Northern Ireland, phát âm /ˈnɔː(ɹ)ðə(ɹ)n ˈaiə(ɹ)lənd/ ⓘ) là một quốc gia cấu thành Vương quốc Liên hiệp Anh và Bắc Ireland ở đông bắc của đảo Ireland, giáp với Cộng hòa Ireland ở phía nam và phía tây. Bắc Ireland được mô tả là một quốc gia, tỉnh hoặc vùng của Vương quốc Anh. Năm 2011, dân số Bắc Ireland là 1.810.900 người, chiếm khoảng 30% tổng dân số toàn đảo Ireland và khoảng 3% dân số Anh. Kể từ khi ký kết Hiệp ước Thứ sáu Tuần Thánh vào năm 1998, Bắc Ireland được tự trị ở mức độ cao và hợp tác với Cộng hòa Ireland trong một số lĩnh vực, trong khi chính phủ Anh duy trì thẩm quyền về những lĩnh vực khác, mặc dù Cộng hòa Ireland "có thể trình bày quan điểm và đề nghị".
Từ cuối thập niên 1960 đến năm 1998, Bắc Ireland trải qua một cuộc xung đột vũ trang quyết liệt giữa hai lực lượng, thứ nhất là phe dân tộc chủ nghĩa muốn tái thống nhất với Cộng hòa Ireland và chủ yếu là tín đồ Công giáo,  lực lượng còn lại là phe liên hiệp muốn Bắc Ireland tiếp tục là một phần của Vương quốc Anh và chủ yếu là tín đồ Tin Lành. Ngoài ra, có một bộ phận muốn Bắc Ireland trở thành quốc gia độc lập. Cuộc xung đột chấm dứt vào năm 1998 sau khi Chính phủ Ireland và Chính phủ Anh ký Hiệp ước Thứ sáu Tuần Thánh.
Bắc Ireland là khu vực công nghiệp hóa mạnh nhất trên đảo Ireland khi Ireland bị chia cắt, nhưng suy thoái do bất ổn chính trị xã hội của cuộc xung đột vũ trang. Từ thập niên 1990, nền kinh tế Bắc Ireland phát triển mạnh nhờ hiệp ước hòa binh và liên kết, tăng cường thương mại với Cộng hòa Ireland. Bắc Ireland chia sẻ cả văn hóa Ireland và văn hóa Anh. Trong nhiều môn thể thao, có đội tuyển đại diện cho toàn đảo Ireland, nhưng Bắc Ireland có đội tuyển bóng đá riêng.

## Lịch sử

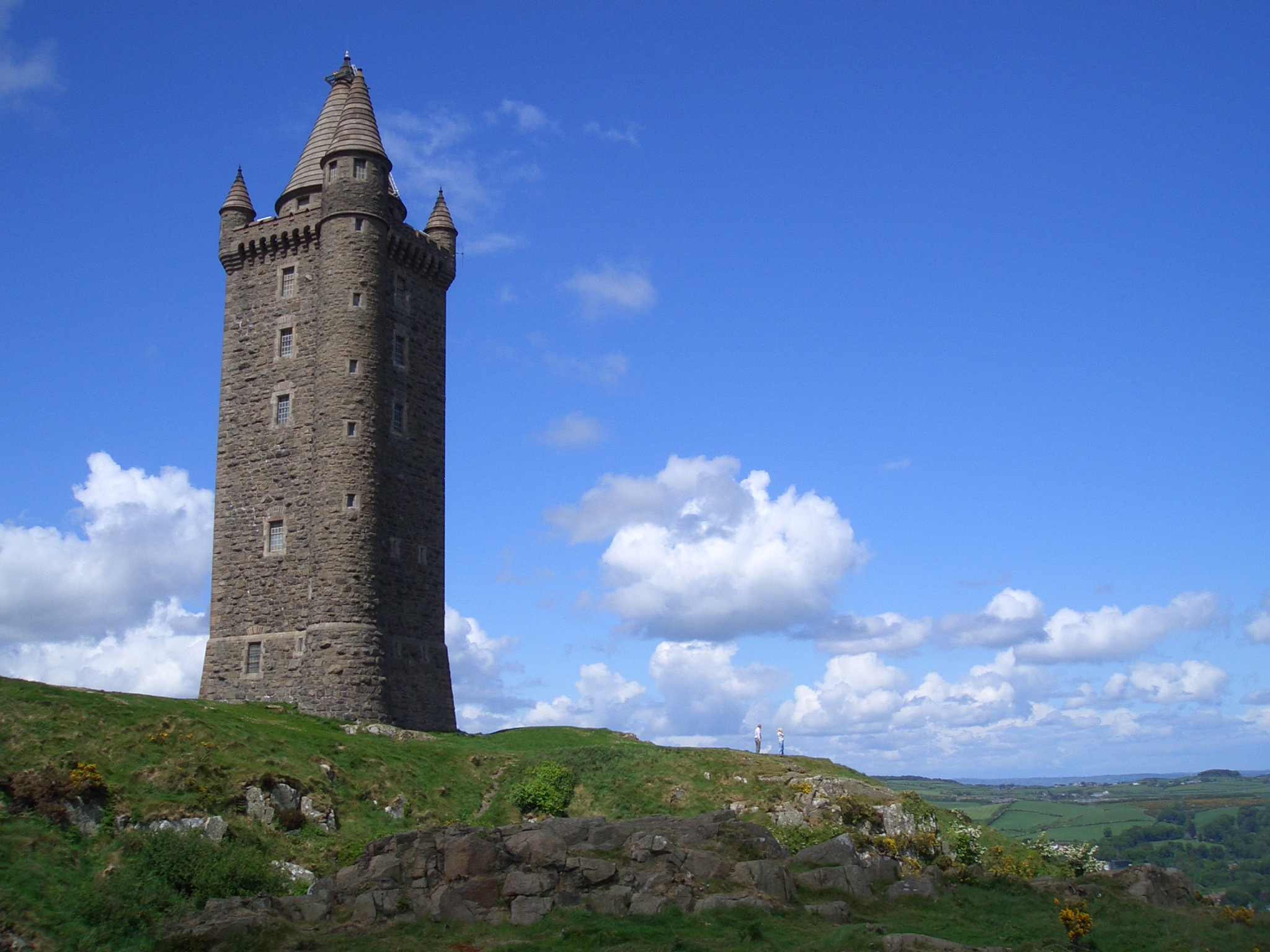
Tháp Scrabo ở hạt Down

Khu vực mà ngày nay là Bắc Ireland là tâm điểm trong cuộc kháng chiến của người Ireland nhằm chống lại các chương trình thực dân hóa của người Anh vào cuối thế kỷ XVI. Quốc vương Henry Đệ Lục của Anh đã tuyên bố thành lập Vương quốc Ireland do người Anh kiểm soát vào năm 1542, song việc người Ireland tiến hành kháng cự đã khiến cho sự kiểm soát của người Anh trở nên rời rạc. Sau khi người Ireland chiến bại trong trận Kinsale, các quý tộc Công giáo người Gael trên đảo đã chạy trốn đến lục địa châu Âu vào năm 1607 và khu vực này trở thành nơi mà những người định cư Tin Lành bao gồm người Anh (chủ yếu theo Anh giáo) và người Scotland (chủ yếu theo Giáo hội Trưởng Lão) tiến hành các chương trình thực dân hóa quy mô lớn. Từ năm 1610 đến 1717, có thể đã có đến 100.000 người Lowland đến từ Scotland trên khắp hòn đảo Ireland, và sau này tại Ulster thì cứ mỗi ba người Ireland lại có năm người Scotland và một người Anh. Các quý tộc Ireland đã tiến hành một cuộc khởi nghĩa vào năm 1641 để chống lại quyền cai trị của người Anh, dẫn đến một cuộc thảm sát những người định cư tại Ulster trong bối cảnh việc thiếu khoan dung tôn giáo trong chính quyền đã châm ngòi cho chiến tranh giữa Anh, Scotland và Ireland. Các chiến thắng của quân Anh trong cuộc chiến này và các chiến thắng của những tín đồ Tin Lành trong chiến tranh William tại Ireland đã khiến sự cai trị của Anh giáo tại Ireland thêm vững chắc. Tại Bắc Ireland, các chiến thắng có tính biểu tượng như bao vây Derry (1689) và trận Boyne (1690) trong giai đoạn sau này của cuộc chiến vẫn được những người hợp nhất chủ nghĩa tổ chức cho đến nay (cả Anh giáo và Trưởng Lão).
Sau chiến thắng năm 1691, và trái ngược với các điều khoản của Hiệp định Limerick, giai cấp thống trị Anh giáo tại Ireland đã thông qua một loạt các điều luật. Mục đích của họ là đưa cộng đồng Công giáo vào thế bất lợi, và ở một mức độ thấp hơn là cộng đồng Trưởng Lão. Trong bối cảnh phân biệt đối xử, thế kỷ XVIII đã chứng kiến các xã hội bí mật, chiến đấu trong các cộng đồng của khu vực và thực hiện các cuộc tấn công bạo lực gây tác động đến căng thẳng giáo phái. Những sự việc này leo thang vào cuối thế kỷ sau một sự kiện được gọi là trận Diamond, nó đã thể hiện uy thế của tổ chức Peep o'Day Boys gồm những người Anh giáo và Trường Lão trước tổ chức Defenders của người Công giáo và dẫn đến sự hình thành của tổ chức Anh giáo Orange Order. Hội người Ireland Liên hiệp có căn cứ tại Belfast đã lãnh đạo một cuộc khởi nghĩa năm 1798, cuộc khởi nghĩa này được truyền cảm hứng từ Cách mạng Pháp nhằm phá vỡ mối quan hệ lập hiến giữa Ireland và Anh, và thống nhất người Ireland trong tất cả các cộng đồng. Theo sau đó, trong một nỗ lực nhằm chấm dứt chủ nghĩa bè phái và loại bỏ các điều luật phân biệt đối xử (và để ngăn chặn chủ nghĩa cộng hòa kiểu Pháp lan rộng đến Ireland), chính phủ Vương quốc Anh đã thúc đẩy hợp nhất hai vương quốc. Nhà nước mới được thành lập vào năm 1801 với tên gọi Vương quốc Liên hiệp Anh và Ireland, và được điều hành từ một chính phủ và nghị viện đơn nhất đặt tại Luân Đôn.
Từ năm 1717 đến năm 1775, có khoảng 250.000 người đã nhập cư đến các thuộc địa châu Mỹ từ Ulster.

### Phân chia Ireland
Trong thế kỷ XIX, các cải cách luật pháp bắt đầu từ cuối thế kỷ XVIII đã loại bỏ các điều luật phân biệt đối xử với tín đồ Công giáo và các chương trình tiến bộ đã cho phép tá điền mua đất từ địa chủ thay vì phải thuê như trước. Đến cuối thế kỷ, quyền tự trị dành cho Ireland trong phạm vi nước Anh, gọi là Home Rule (tức trị trị hay tự quản), được đánh giá rất có khả năng xảy ra. Năm 1912, nó đã trở thành một điều chắc chắn. Một mâu thuẫn giữa Hạ viện và Thượng viện về một khoản ngân sách gây tranh cãi đã dẫn đến Đạo luật Nghị viện 1911, trong đó cho phép quyền phủ quyết của Thượng viện có thể bị lật ngược. Quyền phủ quyết của Thượng viện là một sự đảm bảo chính đối với những người hợp nhất chủ nghĩa rằng Home Rule sẽ không được ban hành, do phần lớn các thành viên trong Thượng viện là những người hợp nhất chủ nghĩa. Đáp lại, những người phản đối Home Rule trong giới lãnh đạo Đảng Bảo thủ và Hợp nhất như Andrew Bonar Law và đại luật sư Edward Carson ở Dublin đã đe dọa sử dụng vũ lực. Năm 1914, họ lén nhập hàng nghìn súng trường cùng đạn dược từ Đế quốc Đức để các tình nguyện viên Ulster sử dụng, đây là một tổ chức bán quân sự phản đối thi hành Home Rule.
Những người Hợp nhất chủ nghĩa chỉ là thiểu số trên toàn hòn đảo Ireland, song họ lại chiếm đa số tại tỉnh miền bắc Ulster và chiếm một đa số rất lớn tại hạt Antrim và hạt Down, và với đa số nhỏ tại hạt Armagh và hạt Londonderry. Cũng có một số lượng những người hợp nhất chủ nghĩa đáng kể tập trung tại hạt Fermanagh và hạt Tyrone. Sáu hạt này sau đó hình thành nên Bắc Ireland. Toàn bộ 26 hạt còn lại sau đó trở thành Cộng hòa Ireland, nơi mà những người dân tộc chủ nghĩa chiếm thế áp đảo.
Năm 1914, Đạo luật Tự trị thứ ba đã tạo ra sự phân chia "tạm thời" sáu hạt này với phần còn lại của Ireland, nhận được ngự chuẩn. Tuy nhiên, việc thi hành nó đã bị đình hoãn trước khi nó bắt đầu có hiệu lực do Chiến tranh Thế giới thứ nhất bùng nổ. Cuộc chiến này được dự tính là sẽ chỉ kéo dài trong một vài tuần song trên thực tế nó đã kéo dài trong bốn năm. Đến cuối cuộc chiến (trong thời gian này đã nổ ra khởi nghĩa Phục sinh vào năm 1916), Đạo luật được nhìn nhận là không thể thực hiện được. Trong chiến tranh, quan điểm công chúng của cộng đồng "dân tộc chủ nghĩa" chiếm đa số (những người tìm kiếm độc lập lớn hơn từ nước Anh) tại Ireland đã chuyển từ tự trị sang độc lập hoàn toàn. Năm 1919, David Lloyd George đã đề xuất một dự luật mới mà trong đó sẽ phân chia Ireland thành hai khu vực Home Rule: hai mươi sáu hạt được quản lý từ Dublin và sáu hạt được quản lý từ Belfast. Hai khu vực này sẽ có chung một đại thần (Lord Lieutenant of Ireland) do cả chính phủ và Hội đồng Ireland bổ nhiệm, Hội đồng Ireland là cơ cấu mà Lloyd George tin rằng sẽ phát triển thành một nghị viện toàn Ireland. Trong cuộc tổng tuyển cử vào năm 1918, đảng ủng hộ độc lập là Sinn Féin đã thắng 73 trong tổng số 105 ghế của nghị viện tại Ireland và đơn phương thành lập First Dáil, một nghị viện pháp ngoại tại Ireland.
Ireland bị chia tách giữa Bắc Ireland và Nam Ireland vào năm 1921 theo các điều khoản của Đạo luật Chính phủ Ireland của Lloyd George trong chiến tranh giành độc lập giữa các lực lượng Ireland và nước Anh. Đến khi kết thúc cuộc chiến vào ngày 6 tháng 12 năm 1922, theo các điều khoản của hiệp định Anh-Ireland, Bắc Ireland tạm thời trở thành một bộ phận tự trị của Nhà nước Tự do Ireland mới giành được độc lập, với quyền được lựa chọn không gia nhập vào nó.

### Bắc Ireland

Quốc huy được ban vào năm 1924 cho chính phủ Bắc Ireland khi đó, được sử dụng chính thức cho đến khi bị hủy bỏ vào năm 1973.

Theo đúng như mong đợi, Nghị viện Bắc Ireland vào ngày 7 tháng 12 năm 1922 (một ngày sau khi Nhà nước Tự do Ireland được thành lập) đã gửi thư cho George Đệ Ngũ khẩn cầu rằng quyền lực của Nghị viện và Chính phủ Nhà nước Tự do Ireland sẽ không thể mở rộng đến Bắc Ireland". Ngay sau đó, một ủy ban được thành lập để phân xử biên giới lãnh thổ giữa Nhà nước Tự do Ireland và Bắc Ireland. Do bùng nổ nội chiến tại Nhà nước Tự do, công việc của ủy ban bị trì hoãn cho đến năm 1925. Các lãnh đạo tại Dublin đòi hỏi thu nhỏ đáng kể lãnh thổ của Bắc Ireland với việc đưa các khu vực dân tộc chủ nghĩa về với Nhà nước Tự do. Tuy nhiên, báo cáo của ủy ban này lại chỉ đề nghị nhượng một số phần đất nhỏ của Nhà nước Tự do cho Bắc Ireland. Để tránh tranh cãi, báo cáo này đã được giữ kín.
Tháng 6 năm 1940, để khuyến khích nhà nước Ireland trung lập gia nhập vào Đồng Minh, thủ tướng Anh Quốc Winston Churchill đã biểu thị với Taoiseach Éamon de Valera rằng Anh Quốc sẽ thúc đẩy Ireland thống nhất, song vì cho rằng Churchill không thể thực hiện điều này, De Valera đã từ chối lời đề nghị. Người Anh đã không thông báo điều này cho Chính phủ Bắc Ireland, và lời từ chối của De Valera đã không được công bố công khai cho đến năm 1970.
Đạo luật Ireland 1949 là một đảm bảo pháp lý đầu tiên với Nghị viện và Chính phủ Bắc Ireland rằng khu vực sẽ không thể thôi là một phần của Anh Quốc mà không có sự chấp thuận của phần lớn cư dân trong vùng.

### The Troubles

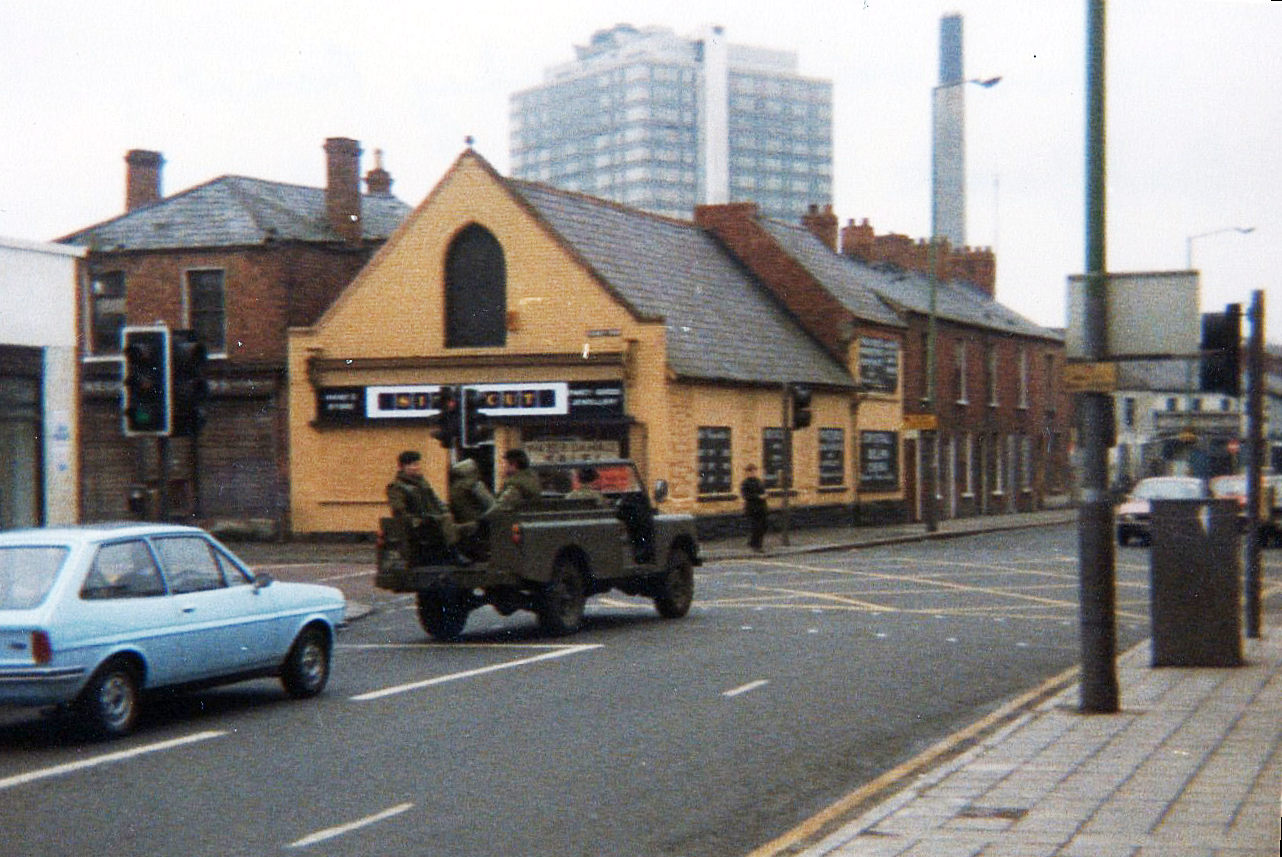
Quân đội Anh tại Nam Belfast, năm 1981

Giai đoạn The Troubles (rối loạn) bắt đầu từ cuối thập niên 1960, với khoảng 30 năm diễn ra các hành động bạo lực định kỳ trong xung đột giữa cộng đồng dân tộc chủ nghĩa Bắc Ireland (chủ yếu là tín đồ Công giáo) và cộng đồng hợp nhất chủ nghĩa (chủ yếu là tín đồ Tin Lành), với 3.254 người bị giết. Cuộc xung đột có nguyên nhân từ địa vị tranh cãi của Bắc Ireland bên trong Anh Quốc và sự phân biệt đối xử chống lại thiểu số dân tộc chủ nghĩa của đa số hợp nhất chủ nghĩa. Từ năm 1967 đến 1972, Hiệp hội Dân quyền Bắc Ireland (NICRA), tự đi theo mô hình của phong trào dân quyền Hoa Kỳ, đã lãnh đạo một chiến dịch phản kháng dân sự để chống lại sự phân biệt đối xử với người Công giáo trong nhà ở, việc làm, chính sách và thủ tục bầu cử. Tuy nhiên chiến dịch NICRA và phản ứng chống lại nó đã trở thành tiền thân của một thời kỳ bạo lực lớn hơn. Ngay từ năm 1969, các nhóm bán quân sự bắt đầu các chiến dịch vũ trang. Chiến dịch Quân đội Cộng hòa Ireland Lâm thời 1969-1997 có mục tiêu nhằm chấm dứt quyền cai trị của Anh Quốc tại Bắc Ireland và hình thành một Cộng hòa Ireland "ba mươi hai hạt", "toàn Ireland" mới. Lực lượng tình nguyện viên Ulster đã được thành lập vào năm 1966 để đối phó lại cả sự suy giảm quan điểm của các nhân vật Anh Quốc và sự thống trị của hợp nhất chủ nghĩa tại Bắc Ireland. Các lực lượng an ninh nhà nước – Lục quân Anh Quốc và cảnh sát (Cảnh sát Hoàng gia Ulster) – cũng tham gia vào các hành động bạo lực. Quan điểm của chính phủ Anh Quốc là lực lượng của họ trung lập trong cuộc xung đột, cố gắng để duy trì luật pháp và trật tự tại Bắc Ireland cùng quyền tự quyết dân chủ của người dân Bắc Ireland. Những người Ireland cộng hòa thì nhìn nhận lực lượng nhà nước như là những "chiến đấu viên" trong xung đột, cáo buộc sự thông đồng giữa lực lượng nhà nước và lực lượng bán quân sự trung thành. Cuộc điều tra "Ballast" do Police Ombudsman tiến hành đã xác nhận rằng lực lượng Anh Quốc, đặc biệt là Cảnh sát Hoàng gia Ulster, đã thông đồng với các lực lượng bán quân sự trung thành, liên quan đến việc giết người, và cản trở tiến trình công lý khi những lời tuyên bố như vậy được đưa ra trước đây,
Như một hậu quả của tình hình an ninh ngày càng xấu đi, chính phủ khu vực tự trị Bắc Ireland đã bị đình chỉ vào năm 1972. Cùng với tình trạng bạo lực, còn có một bế tắc chính trị giữa các chính đảng lớn tại Bắc Ireland, bao gồm những người lên án bạo lực, trên vấn đề địa vị tương lai của Bắc Ireland và mô hình chính phủ cần có tại Bắc Ireland. Năm 1973, Bắc Ireland đã tổ chức một cuộc trưng cầu dân ý để xác định liệu lãnh thổ này cần ở lại Anh Quốc hay trở thành một phần của Ireland thống nhất. Cuộc trưng cầu có kết quả là tuyệt đại đa số (98.9%) duy trì tình trạng hiện tại và có 57,5% khu bầu cử có toàn bộ cử tri ủng hộ, song chỉ có 1% người Công giáo đi bầu sau một cuộc tẩy chay do Đảng Dân chủ Xã hội và Lao động (SDLP) tổ chức.

### Tiến trình hòa bình
The Troubles kết thúc với một tiến trình hòa bình không dễ dàng, trong đó bao gồm việc hầu hết các tổ chức bán quân sự ngừng bắn và họ sẽ bị tước hoàn toàn vũ khí, cải cách cảnh sát, và tương ứng với đó là việc quân đội rút lui khỏi các đường phố và khỏi các khu vực ranh giới nhạy cảm như Nam Armagh và Fermanagh, theo thỏa thuận giữa các bên ký kết Hiệp định Belfast (thường được gọi là "Hiệp định Thứ Sáu Tuần Thánh"). Hiệp định này khẳng định lại vị thế lâu nay của Anh Quốc, vốn chưa bao giờ được các chính phủ Ireland kế tiếp nhau thừa nhận hoàn toàn, rằng Bắc Ireland sẽ vẫn duy trì là một phần của Anh Quốc cho đến khi có một đa số phiếu thể hiện mong muốn ngược lại. Hiến pháp Ireland đã được sửa đổi vào năm 1999 để loại bỏ một tuyên bố về "quốc gia của người Ireland" có chủ quyền tên toàn bộ Ireland (trong Điều 2). Điều 2 và 3 đã được thêm vào Hiến pháp để loại bỏ các điều khoản trước đây, mặc nhiên thừa nhận rằng tình trạng của Bắc Ireland, và mối quan hệ của nó với phần còn lại bên trong Anh Quốc và với Cộng hòa Ireland, sẽ chỉ thay đổi với sự đồng ý của đa số cư tri của cả hai khu vực pháp lý (Cộng hòa Ireland bỏ phiếu riêng rẽ). Điều này cũng là trung tâm của Hiệp định Belfast được ký kết vào năm 1998 và được thông qua bằng các cuộc trưng cầu dân ý được tổ chức đồng thời tại Bắc Ireland và Cộng hòa Ireland. Đồng thời, chính phủ Anh Quốc cũng lần đầu tiên công nhận, như là một phần của tương lai, cái gọi là "Irish dimension": nguyên tắc rằng người dân trên đảo Ireland như là một toàn thể có quyền, mà không có sự can thiệp từ bên ngoài, để giải quyết các vấn đề giữa Bắc và Nam theo thỏa thuận chung. Tuyên bố này là chìa khóa quyết định để những người dân tộc chủ nghĩa và cộng hòa chấp thuận thỏa thuận. Nó cũng hình thành một chính phủ chia sẻ quyền lực phân cấp tại Bắc Ireland, trong đó phải bao gồm cả các đảng hợp nhất chủ nghĩa và dân tộc chủ nghĩa. Ngày 28 tháng 7 năm 2005, Quân đội Cộng hòa Ireland Lâm thời đã tuyên bố chấm dứt các chiến dịch của mình và cho ngừng hoạt động toàn bộ kho vũ khí đạn dược của họ. Hành động cuối cùng này phù hợp với Hiệp định Belfast năm 1998.

## Chính trị

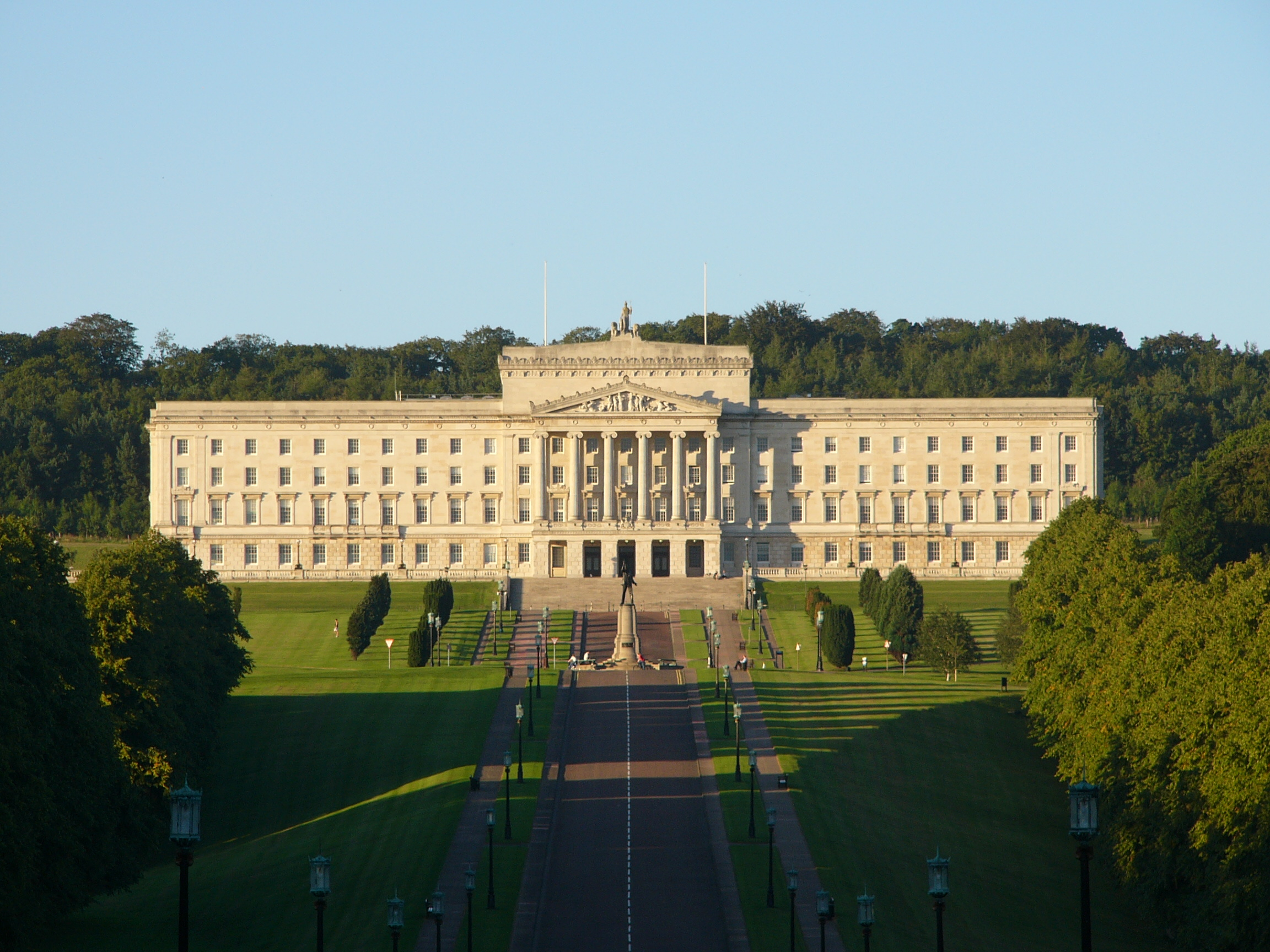
Tòa nhà Nghị viện tại Stormont, Belfast.

Sự phân chia chính trị chủ yếu tại Bắc Ireland là giữa những người Hợp nhất chủ nghĩa hay Trung thành muốn thấy Bắc Ireland tiếp tục là một phần của Anh Quốc và những người Dân tộc chủ nghĩa hay Cộng hòa mong muốn thấy Bắc Ireland kết hợp với phần còn lại của Ireland, độc lập khỏi Anh Quốc. Hai quan điểm đối lập này liên hệ đến các phân chia văn hóa sâu hơn. Những người hợp nhất chủ nghĩa đa phần theo Tin Lành, tổ tiên của họ phần lớn là người Scotland, người Anh, người Wales và Huguenot định cư cũng như những người Ireland Gael cổ đã cải sang một trong các giáo phái Tin Lành. Những người dân tộc chủ nghĩa chủ yếu là tín đồ Công giáo và là hậu duệ của những cư dân đã định cư tại Ireland từ xưa, cùng một thiểu số người Highland Scotland cũng như một số người cải đạo từ Tin Lành sang. Sự phân biệt đối xử chống lại những người dân tộc chủ nghĩa dưới thời chính phủ Stormont (1921–1972) đã làm dấy lên phong trào dân quyền dân tộc chủ nghĩa trong thập niên 1960.
Một số người hợp nhất chủ nghĩa biện luận rằng bất kỳ sự phân biệt đối xử nào cũng đều không chỉ do cố chấp tôn giáo hay chính trị, mà còn là kết quả của các yếu tố xã hội-kinh tế, xã hội-chính trị và địa lý. Dù nguyên nhân có là gì, sự tồn tại của hành vi phân biệt đối xử đã khiến người Công giáo tức giận và góp phần dẫn đến cuộc xung đột the Troubles trong thời gian dài. Giai đoạn bạo lực nhất kéo dài từ 1968 đến 1994.
Đến năm 2007, 36% cư dân Bắc Ireland xác định mình là người hợp nhất chủ nghĩa, 24% xác định mình là người dân tộc chủ nghĩa và 40% không xác nhận thuộc nhóm nào trong hai nhóm. Theo một cuộc thăm dù ý kiến vào năm 2009, 69% bày tỏ muốn duy trì Bắc Ireland là một thành viên của Anh Quốc (cai trị trực tiếp hoặc chính phủ phân cấp), trong khi 21% bảy tỏ muốn Bắc Ireland trở thành thành viên của một Ireland thống nhất. Sự khác biệt này có thể được diễn giải rằng có một con số áp đảo người Tin Lành lựa chọn vẫn là một phần của Anh Quốc (91%), trong khi người Công giáo lựa chọn các giải pháp khác nhau như vẫn là một phần của Anh Quốc (47%), một Ireland thống nhất (40%), Bắc Ireland trở thành một nhà nước độc lập (5%), và những người trả lời "không biết" (5%).

### Quản trị
Kể từ năm 1998, Bắc Ireland đã chuyển giao chính quyền ở Vương quốc Anh. Chính phủ Vương quốc Anh và Quốc hội Anh chịu trách nhiệm về các vấn đề được bảo lưu và ngoại lệ. Các vấn đề được bảo lưu bao gồm các lĩnh vực chính sách được liệt kê (như hàng không dân dụng, các đơn vị đo lường và di truyền con người) mà Quốc hội có thể chuyển giao cho Quốc hội Bắc Ireland một thời gian trong tương lai. Các vấn đề ngoại lệ (chẳng hạn như quan hệ quốc tế, thuế và bầu cử) không bao giờ được mong đợi để được xem xét để chuyển giao. Trên tất cả các vấn đề khác của chính phủ, Chính phủ Bắc Ireland cùng với Hội đồng Thành phố Bắc Ireland gồm 108 thành viên lập pháp và quản lý Bắc Ireland. Việc giải thể ở Bắc Ireland phụ thuộc vào sự tham gia của các thành viên của cơ quan Bắc Ireland trong Hội đồng Bộ trưởng Bắc / Nam, điều phối các lĩnh vực hợp tác (như nông nghiệp, giáo dục và y tế) giữa Bắc Ireland và Cộng hoà Ireland. Ngoài ra, Chính phủ Ireland và Chính phủ Vương quốc Anh hợp tác chặt chẽ với các vấn đề phi sự phân chia thông qua Hội nghị Chính phủ Anh-Ireland.
Các cuộc bầu cử vào Quốc hội Bắc Ireland là một cuộc bỏ phiếu có thể chuyển nhượng được với sáu đại diện (thành viên của Quốc hội Lập pháp, MLAs) được bầu từ 18 thành phố nghị viện. Mười tám đại diện cho Hạ nghị viện Anh Quốc (Nghị sĩ, MPs) được bầu từ cùng các khu vực bầu cử sử dụng hệ thống trước-qua-post. Tuy nhiên, không phải tất cả trong số này đều có chỗ ngồi của họ. Sinn Féin Các nghị sĩ, hiện nay bao gồm năm người, đã từ chối tuyên thệ để phục vụ Quốc vương được yêu cầu trước khi các nghị sĩ được phép chiếm ghế của họ. Ngoài ra, Thượng viện của Quốc hội Anh, House of Lords, hiện có khoảng 25 thành viên được bổ nhiệm từ Bắc Ireland. Bắc Ireland tự bầu một cử tri duy nhất cho cuộc bầu cử Quốc hội Châu Âu.

Các Văn phòng Bắc Ireland đại diện cho chính phủ Anh ở Bắc Ireland về các vấn đề dự trữ và đại diện cho lợi ích của Bắc Ireland trong Chính phủ Vương quốc Anh. Thêm vào đó, chính phủ Cộng hoà Ireland cũng có quyền "đưa ra các quan điểm và đề xuất" về các vấn đề không liên quan đến Bắc Ireland. Đứng đầu Văn phòng Bắc Ireland là Ngoại trưởng Bắc Ireland, người đang là thành viên trong Nội các của Vương quốc Anh.

Bắc Ireland là một cơ quan có thẩm quyền pháp lý riêng biệt, tách biệt với hai khu vực pháp lý khác ở Vương quốc Anh(Anh, Wales và Scotland). Luật của Bắc Ailen phát triển từ luật Ireland đã tồn tại trước khi sự phân chia của Ireland vào năm 1921. Pháp luật Bắc Ireland là một hệ thống pháp luật thông thường và luật pháp của nó cũng tương tự như ở Anh và xứ Wales. Tuy nhiên, có sự khác biệt quan trọng trong luật và thủ tục giữa Bắc Ailen, Anh và Xứ Wales. Cơ quan luật pháp ảnh hưởng đến Bắc Ireland phản ánh lịch sử của Bắc Ireland. bao gồm Hành vi của Quốc hội Vương quốc Anh, Hội đồng Bắc Ireland, trước đâyQuốc hội Bắc Ireland và Quốc hội Ai len, cùng với một số Đạo Luật của Quốc hội Anh và Quốc hội Anh đã được mở rộng sang Ireland theo luật của Poynings từ năm 1494 đến năm 1782.

## Địa lý và khí hậu

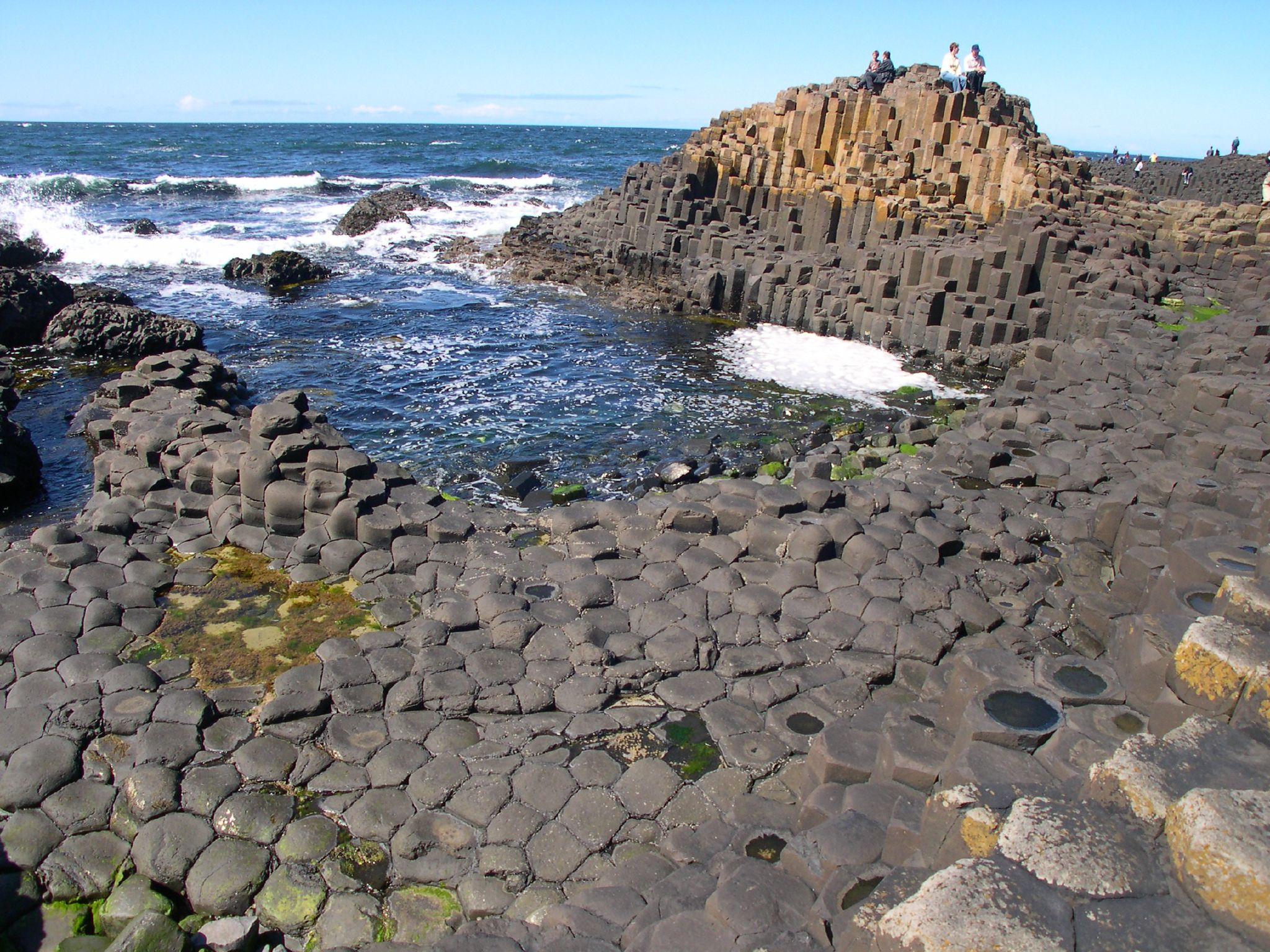
Giant's Causeway, hạt Antrim

Bắc Ireland bị một phiến băng bao phủ trong hầu hết kỉ băng hà thứ tư và nhiều lần trước, có thể trông thấy dấu tích của việc này trong các drumlin rộng rãi ở các hạt Fermanagh, Armagh, Antrim và đặc biệt là ở hạt Down. Hạch tâm địa lý của Bắc Ireland là Lough Neagh, với diện tích 151 dặm vuông Anh (391 km2) thì đây là hồ nước ngọt lớn nhất cả trên đảo Ireland lẫn tại quần đảo Anh. Hệ thống hồ trải rộng thứ hai tập trung tại Hạ và Thượng Lough Erne ở Fermanagh. Đảo lớn nhất Bắc Ireland là Rathlin, ở ngoài khơi bờ biển Antrim. Vịnh Strangford là vịnh hẹp lớn nhất tại quần đảo Anh với diện tích 150 km2 (58 dặm vuông Anh).
Bắc Ireland có các vùng núi cao đáng kể tại dãy núi Sperrin (một phần mở rộng của Kiến tạo sơn Caledonia), dãy núi Mourne và cao nguyên Antrim với tài nguyên vàng, đá hoa cương và đá bazan, cũng như các dãy núi nhỏ hơn tại Nam Armagh và dọc theo ranh giới Fermanagh–Tyrone. Không có ngọn đồi nào đặc biệt cao, cao nhất là đỉnh Slieve Donard tại dãy Mourne đạt 849 mét (2.785 ft). Hoạt động núi lửa đã tạo nên cao nguyên Antrim, nó cũng hình thành các cột trụ có hình thù kỳ lạ Giant's Causeway trên bờ biển phía bắc Antrim.

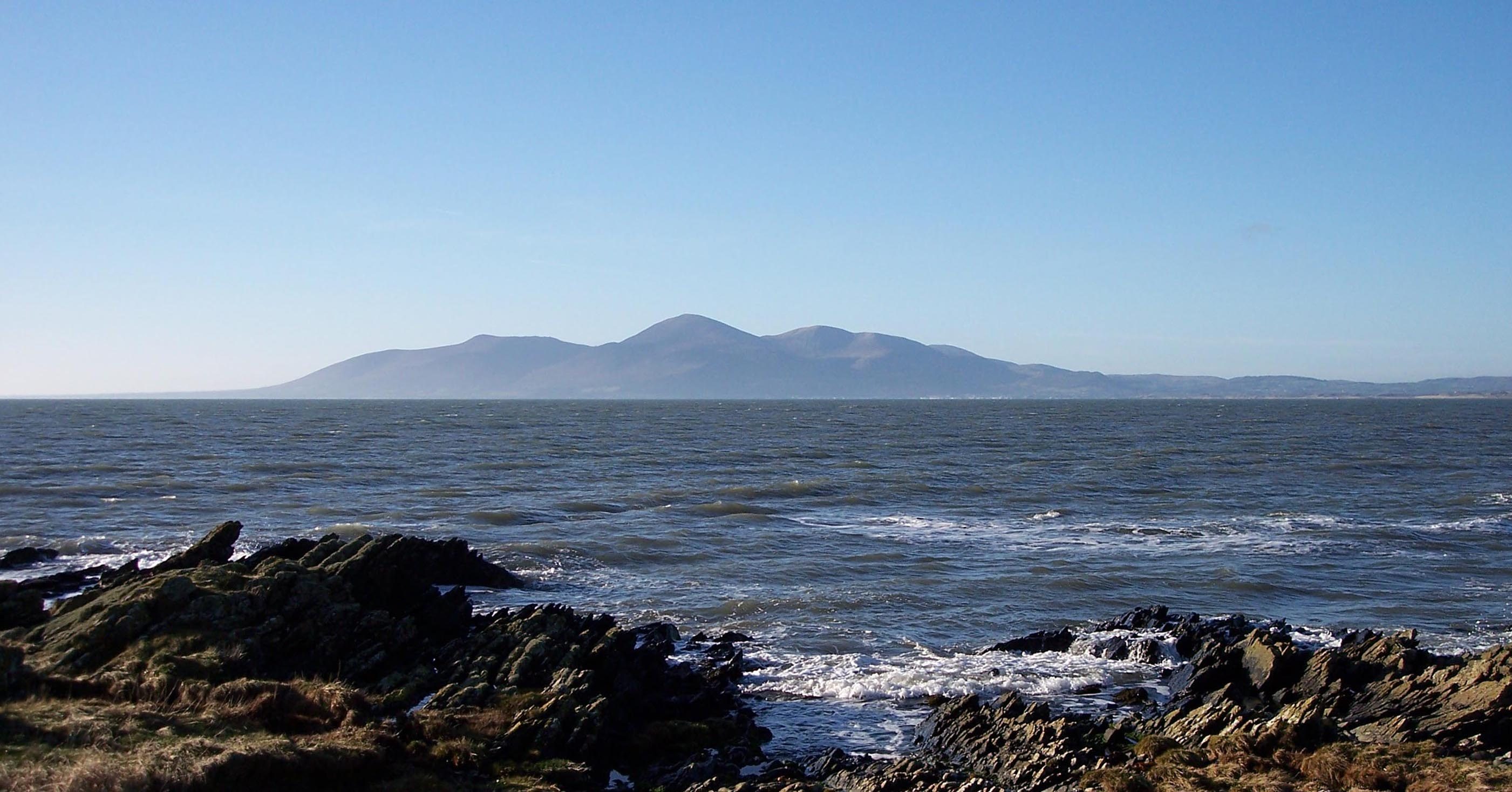
Dãy núi Mourne, hạt Down

Hạ du và Thượng du sông Bann, sông Foyle và sông Blackwater hình thành vùng đất thấp màu mỡ rộng lớn tại Bắc Ireland, và vùng đất trồng trọt tươi tốt cũng xuất hiện tại Bắc và Đông Down, song phần lớn vùng quê gò đồi khó có thể trồng trọt được và đa phần thích hợp cho chăn nuôi.
Belfast nằm trên Thung lũng sông Lagan, vùng đô thị của Belfast chiếm tới một phần ba tổng số cư dân của Bắc Ireland, sự thành thị hóa và công nghiệp hóa mạnh nằm dọc theo thung lũng Lagan và đôi bờ vịnh Belfast.
Toàn bộ Bắc Ireland có khí hậu đại dương ôn hòa, phía tây hơi ẩm ướt hơn phía đông, song mây mù che phủ liên tục khu vực. Thời tiết tại Bắc Ireland là không thể đoán trước ở vào tất cả các thời gian trong năm, và mặc dù các mùa có sự phân biệt song chúng được đánh giá là ít rõ ràng hơn so với vùng nội địa châu Âu hay vùng ven biển phía đông Bắc Mỹ. Nhiệt độ trung bình ngày tối cao tại Belfast là 6,5 °C (43,7 °F) vào tháng 1 và 17,5 °C (63,5 °F) vào tháng 7. Khí hậu ẩm ướt và nạn phá rừng rộng khắp từ thế kỷ XVI và 17 đã dẫn đến việc nhiều khu vực bị đồng cỏ xanh tốt bao phủ. Nhiệt độ cao nhất từng được ghi nhận là 30,8 °C (87,4 °F) ở Knockarevan, gần Garrison, hạt Fermanagh vào ngày 30 tháng 6 năm 1976 và tại Belfast vào ngày 12 tháng 7 năm 1983. Nhiệt độ thấp nhất từng được ghi nhận là −18,7 °C (−1,7 °F) tại Castlederg, hạt Tyrone vào ngày 23 tháng 12 năm 2010.

### Các hạt

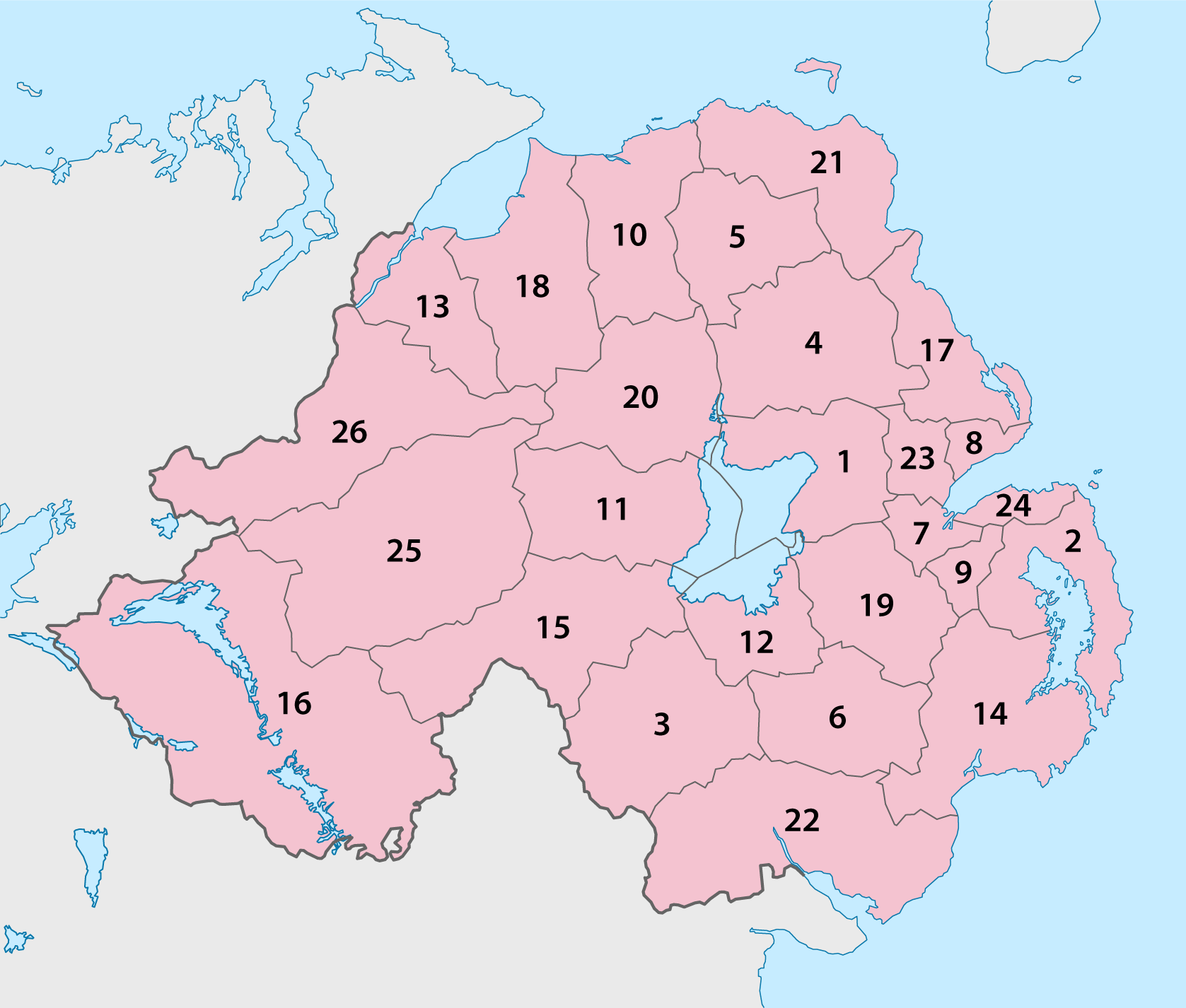
Các quận của Bắc Ireland

Bắc Ireland gồm có 6 hạt: hạt Antrim, hạt Armagh, hạt Down, hạt Fermanagh, hạt Londonderry, hạt Tyrone
Hệ thống các hạt này không còn được sử dụng trong hệ thống hành chính địa phương; thay vào đó là hệ thống 26 quận của Bắc Ireland với phạm vi địa lý khác biệt, thậm chí cả trong trường hợp tên gọi của chúng được đặt theo các hạt cũ. Hội đồng quận Fermanagh có ranh giới tương đồng nhất với hạt cũ mà nó mang tên. Hầu hết các quận đều dựa trên cơ sở khu vực xung quanh các đô thị lớn, chẳng hạn như hội đồng quận Coleraine lấy tên theo đô thị Coleraine của hạt Londonderry.
Mặc dù các hạt không còn được sử dụng cho mục đích hành chính, chúng vẫn là một cách mô tả phổ biến khi người ta muốn đề cập đến việc một khu vực ở nơi đâu. Chúng được sử dụng chính thức trong hộ chiếu Ireland, trong đó đòi hỏi nơi sinh ở một hạt. Tên của các hạt xuất hiện cả bằng tiếng Ireland và tiếng Anh trên trang thông tin hộ chiếu, tương phản với việc ghi thị trấn hoặc thành phố được sinh ra trong hộ chiếu Anh Quốc. Hiện hội điền kinh Gaelic vẫn sử dụng tên gọi các hạt trong các hoạt động của họ.

## Kinh tế
Kinh tế Bắc Ireland là nền kinh tế nhỏ nhất trong bốn nền kinh tế của Anh Quốc. Bắc Ireland từ lâu đã là một nền kinh tế công nghiệp, đáng kể nhất là các ngành đóng tàu, sản xuất dây thừng và dệt may, song dịch vụ đã thay thế hầu hết các ngành công nghiệp nặng.
Du lịch cũng đóng một vai trò lớn trong nền kinh tế địa phương. Trong thời gian gần đây, nền kinh tế Bắc Ireland đã được hưởng lợi từ việc nhiều tập đoàn đa quốc gia lớn đến đầu tư vào lĩnh vực công nghệ cao. Các tổ chức lớn bị thu hút bởi trợ cấp từ chính phủ và lực lượng lao động Bắc Ireland có tay nghề cao.

## Giao thông

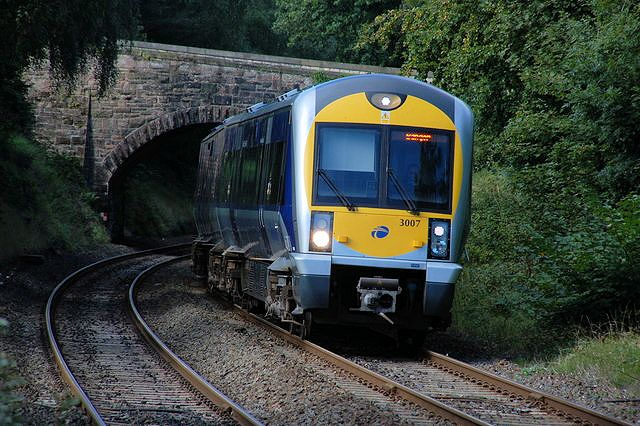
Một chiếc tàu NIR

Bắc Ireland có ba sân bay dân dụng hoạt động – sân bay quốc tế Belfast gần Antrim, sân bay George Best Thành phố Belfast tích hợp với hệ thống đường sắt tại ga Sydenham ở Đông Belfast, và sân bay thành phố Derry tại hạt Londonderry.
Các hải cảng chính của Bắc Ireland là Larne và Belfast, chúng chở hành khách và hàng hóa qua lại giữa đảo Anh và Bắc Ireland.
Các tuyến đường sắt chuyên chở hành khách do Northern Ireland Railways điều hành. Cùng với Iarnrod Éireann (Đường sắt Ireland), Northern Ireland Railways phối hợp trong việc cung cấp dịch vụ Enterprise giữa ga Dublin Connolly và ga Belfast Trung. Có nhiều tuyến đường sắt kết nối tối và từ ga Belfast Great Victoria Street và ga Belfast Trung, gồm:
- Tuyến Derry và nhánh Portrush.
- Tuyến Larne Line
- Tuyến Bangor Line
- Tuyến Portadown

Các tuyến xa lộ chính là:
- M1 kết nối Belfast với phía nam và phía tây, kết thúc tại Dungannon
- M12 kết nối M1 với Portadown
- M2 kết nối Belfast với phía bắc.
- M22 kết nối M2 đến gần Randalstown
- M3 kết nối M1 và M2 tại Belfast
- M5 kết nối Belfast đến Newtownabbey

Tuyến đường xuyên biên giới nối các cảng Larne tại Bắc Ireland và cảng Rosslare tại Cộng hòa Ireland đang được nâng cấp và là một phần của một chương trình do EU tài trợ. Xa lộ châu Âu E01 chạy từ Larne qua hòn đảo Ireland, Tây Ban Nha và Bồ Đào Nha và kết thúc ở Sevilla.

## Nhân khẩu
| Tôn giáo tại Bắc Ireland                                                                               | Tôn giáo tại Bắc Ireland | Tôn giáo tại Bắc Ireland | Tôn giáo tại Bắc Ireland | Tôn giáo tại Bắc Ireland |
| --- | ------------------------ | ------------------------ | ------------------------ | ------------------------ |
| Tôn giáo                                                                                               | Tôn giáo                 |                          | Tỷ lệ*                   | Tỷ lệ*                   |
| Tin Lành**                                                                                             | Tin Lành**               |                          | 42%                      | 42%                      |
| Công giáo Rôma                                                                                         | Công giáo Rôma           |                          | 41%                      | 41%                      |
| Không tôn giáo                                                                                         | Không tôn giáo           |                          | 17%                      | 17%                      |
| Các tôn giáo khác                                                                                      | Các tôn giáo khác        |                          | 1%                       | 1%                       |
| *Tổng không bằng 100% do làm tròn ** Giáo hội Ireland, Giáo hội Trưởng Lão Ireland và các tổ chức khác |                          |                          |                          |                          |

Dân cư Bắc Ireland tăng lên mỗi năm kể từ năm 1978. Dân số lãnh thổ này vào năm 2011 là 1,811 triệu người, tăng 7,5% so với thập niên trước đó nếu lấy con số dưới 1,7 triệu theo điều tra nhân khẩu Anh Quốc năm 2001. Dân cư Bắc Ireland chiếm dưới 3% tổng dân số Anh Quốc (62 triệu) và hơn 28% tổng dân số của đảo Ireland (6,3 triệu).
Trên khía cạnh dân tộc, cư dân Bắc Ireland hầu như đều là người da trắng (98,2%). 91% cư dân sinh ra tại Bắc Ireland, 4,8% cư dân sinh ra ở những nơi khác tại Anh Quốc và 2,3% cư dân sinh tại Cộng hòa Ireland. Người lang thang Ireland chiếm khoảng 0,33% dân số Bắc Ireland. Trong số các sắc dân không phải là người da trắng, đông nhất là người Hoa (6.300) và người Ấn (6.200). Người da đen có nguồn gốc khác nhau chiếm 0,2% dân số Bắc Ireland vào năm 2011, những người hợp chủng chiếm 0,2%.
Trong cuộc điều tra năm 2011, 41,8% dân số tự xác định mình theo Tin Lành hay các giáo phái Ki-tô phi Công giáo khác. Các giáo phái lớn nhất là Giáo hội Trưởng Lão Ireland và Giáo hội Ireland và Giáo hội Giám Lý Ireland với tỷ lệ tín đồ tương ứng là 19%, 14% và 3%. Giáo phái đơn lẻ lớn nhất là Giáo hội Công giáo, với 41% dân cự xác định họ là thành viên. 0,8% dân cư xác định theo các tôn giáo phi Ki-tô giáo hay các triết lý, trong khi 17% tự xác định là không theo tôn giáo nào hoặc không nói rõ. Xét theo nền tảng cộng đồng, 48% cư dân Bắc Ireland có nền tảng Tin Lành, 45% cư dân Bắc Ireland có nền tảng Công giáo, 0,9% có nền tảng phi Kitô giáo và 5,6% có nền tảng phi tôn giáo trong cùng cuộc điều tra năm 2011.
Tiếng Anh là ngôn ngữ thứ nhất của gần như toàn bộ người dân Bắc Ireland. Tiếng Anh là ngôn ngữ chính thức trên thực tế và Đạo luật Quản lý Tư pháp (Ngôn ngữ) (Ireland) 1737 nghiêm cấm việc sử dụng các ngôn ngữ khác ngoài tiếng Anh trong tố tụng pháp lý.